# コカンスゲ

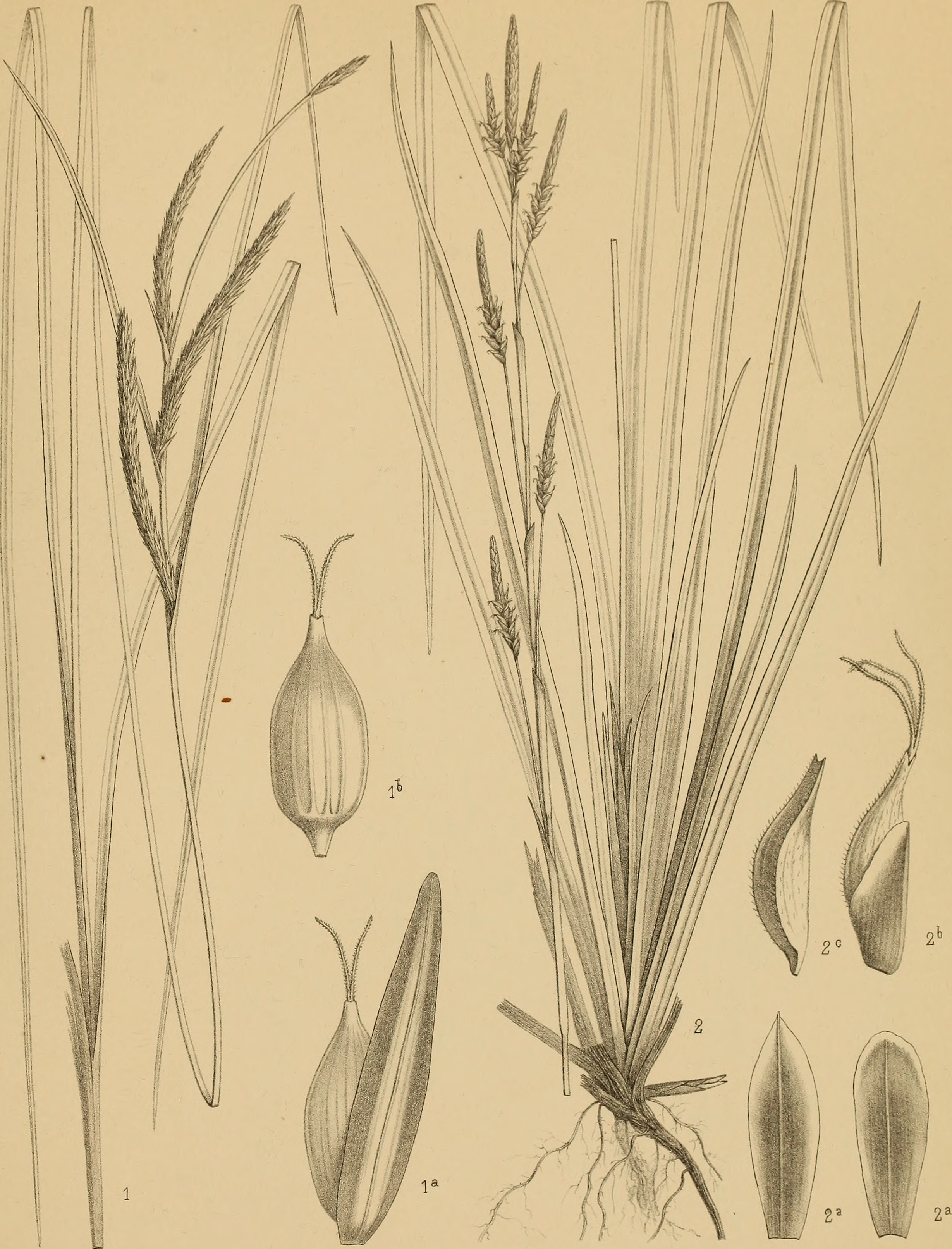
図版（右側）

コカンスゲ（小寒菅、学名：Carex reinii）はカヤツリグサ科スゲ属の植物。葉は細くて硬く、手が切れるほどざらつき、細長く垂れて伸びる花茎の先に、先端に長い雄花部をつけた小穂をぶら下げる。山地の林床に生え、時に一面に広がる集団を作る。

## 特徴
全体に質の硬い多年生草本。匍匐茎をよく伸ばし、栄養繁殖を盛んに行う。葉は多数あって細くて硬く、葉幅は3-7mm。その縁は上半部では上向きに、基部側では下向きに強くざらつき、その強さは引き抜こうとすると手を切ることがあるほどである。なお、この葉は暗緑色をしており、地際から出て平らに直線的にのび、あまり立ち上がらない。基部の鞘は暗褐色で、古くなると繊維に分解する。
花茎は30-60cmに達し、これは葉よりも長い。熟するのは4-5月である。花茎は3稜形で淡緑色をしており、針金状で斜め上に伸び、そのまま倒れ伏したようになる。花茎にはざらつきはない。花序は数個の小穂からなり、頂小穂は雄性か雄雌性､側小穂はいずれも雄雌性。雄花部は雌花部よりずっと幅が狭いのでよく目立つ。また雌花部では果胞はややまばらに出る。側小穂は互いに離れて付き、長い柄がある。また、時に1つの節から2個、あるいは3個の小穂が出る。花序の苞は鞘があり、葉身部はあまり発達せず、ごく短いか、あっても針状になっている。頂小穂は雄性で長さ1.5-3cm、線柱形をしているか、雄雌性でその基部に少数の雌花が着く。側小穂は雄雌性で長さ2-5cm、先端側の2/3から3/4ほどが雄花部になっている。雄花鱗片は暗褐色で先端は鈍くとがる。雌花鱗片は果胞の長さの半分ほどしかなく、褐色から濃褐色で鈍く尖る。果胞は長くとがっていて長さ5-6mm、幅1.2-1.5mm、ほぼ楕円形だが先端と基部は細く尖る。断面の形は偏3稜形で背面が丸くて稜がない。稜の間には8-10本の脈があり、また表面にはまばらな毛がある。先端は次第に狭まって長い嘴となり、この部分は背面に反り返って開出する。口の部分は小さく凹んだ形。痩果は果胞に密接に包まれており、長さ3.5-4mm、幅0.8-1mm。本体部は倒卵形から楕円形だが基部は細くなって柄の形になる。先端には小型の盤状の付属体があり、柱頭は3つに裂ける。
和名は小寒スゲで、常緑性であることから名付けられたカンスゲに対して、それに似ていて小型であることに依る。

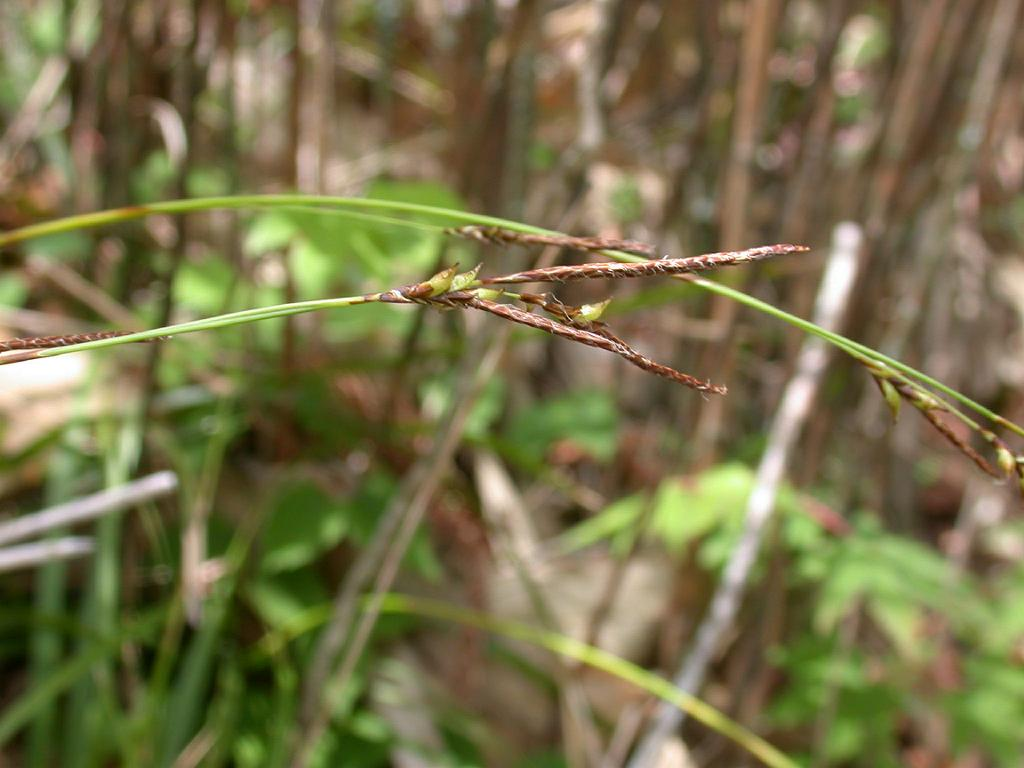
小穂
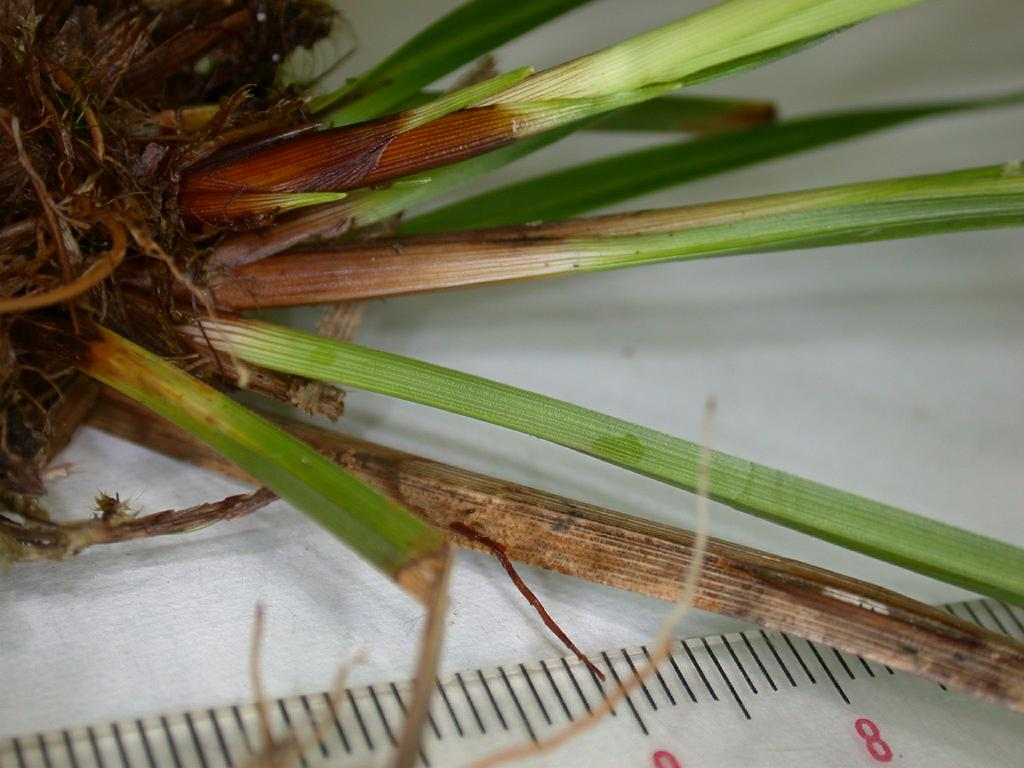
基部の鞘
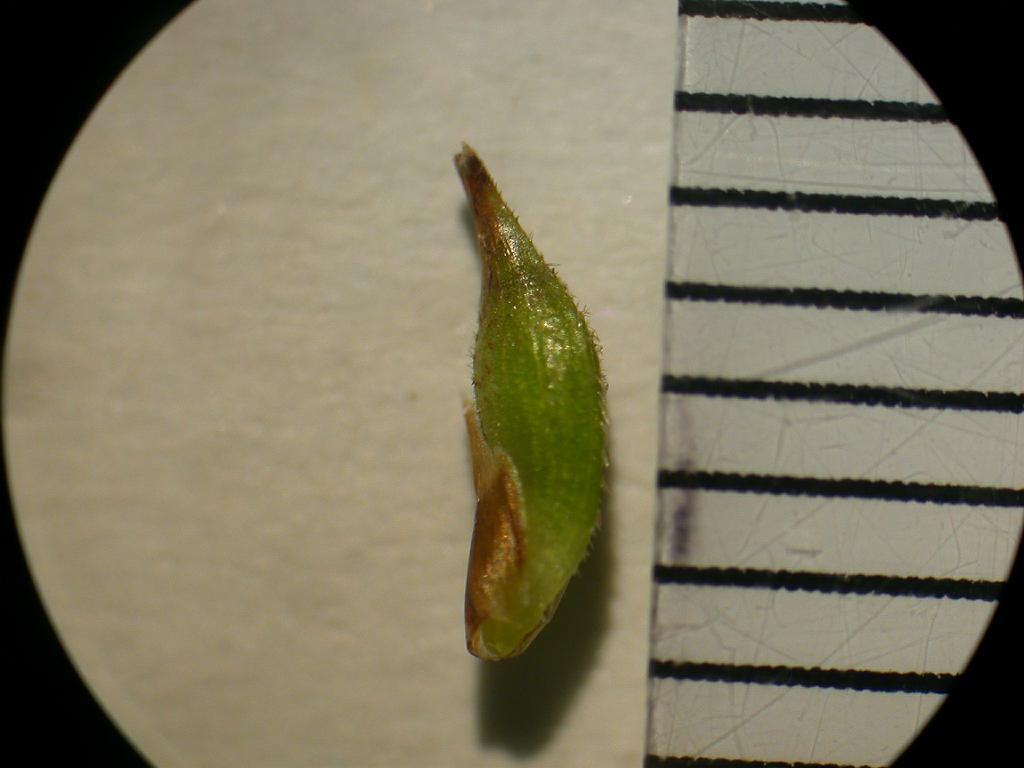
果胞と雌花鱗片
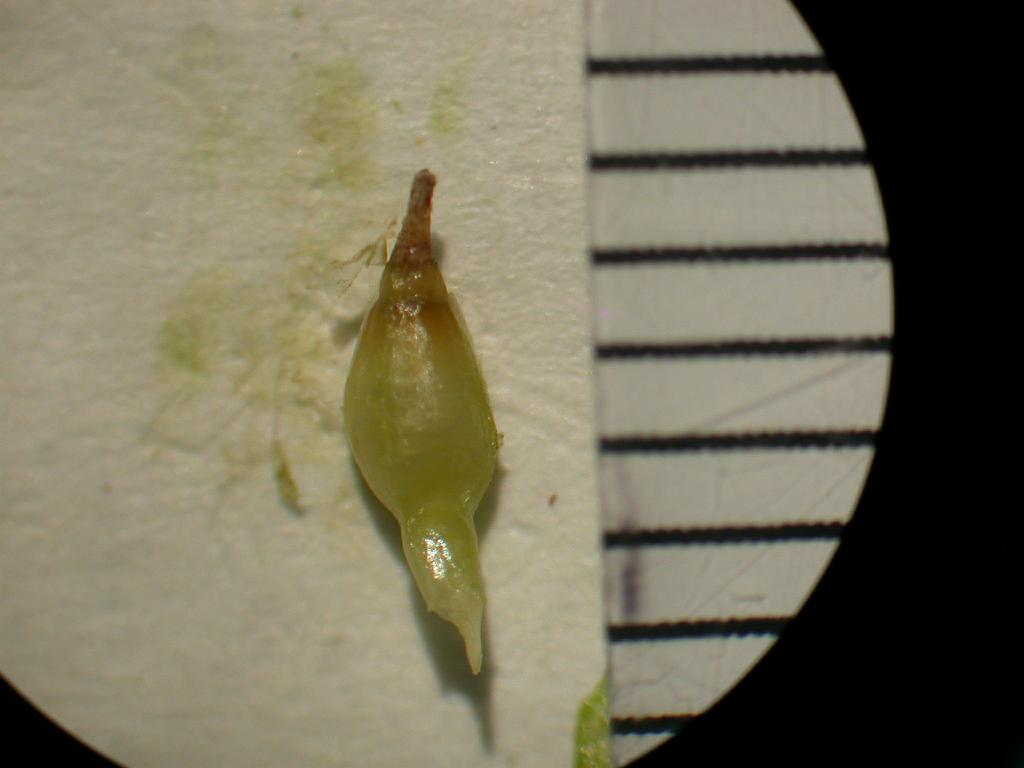
果実

## 分布と生育環境
本州、四国、九州に分布し、日本固有種である。山地ではやや普通な種で、やや暗い森林下の多湿な傾斜地を好む。
山地の林床や林縁に生え、匍匐枝で栄養繁殖をするために往々に大きな群落を作り、林床一面に生えることがある。また薄暗い林床では花茎を出すことが少なく、林縁の日向では多数の穂が出る。

### 植物社会学で
本種は植物社会学の上でもしばしば注目される。宮脇責任編集(1994)では本種の名を冠する群落名が2つある。
- コカンスゲ－ウラジロガシ群集：ヤブツバキクラス(常緑広葉樹林帯)・ヤブコウジ－スダジイ群団

本州に見られる常緑広葉性の高木林で、低地帯の上部の山腹斜面の比較的乾燥した場所に立地し、これらの種の他にコガクウツギやウスゲクロモジが標徴種とされる。
- コカンスゲ－ツガ群集：ブナクラス(落葉広葉樹林帯)・ツガ群団

常緑針葉性の高木林で、山地帯の尾根筋、急傾斜の場所や岩が出ている場所に立地し、他にアセビやコアジサイが標徴種とされる。本州の関東以西から四国に見られる。

## 分類など
本種は小穂が雄雌性であること、その数が少なくて果胞が大きいこと、常緑でひどくざらつく葉をつけること、必ず匍匐枝を伸ばすことなど判別に役立つ目立った特徴が多い。同様な環境に多く出現するヒメカンスゲは匍匐枝を出さないのが普通なので穂がなくても判別できる。その他の種とも区別することが容易である。カンスゲ、ヒメカンスゲなど似た名を持つものはむしろそれぞれに縁が近く、いずれも頂小穂が雄性、側小穂が雌性である。
小穂が雄雌性である点ではナキリスゲ類があるが、これは果胞がはるかに小さく、また小穂は数多くつけるものが多い。また秋咲きなので混同することはない。
勝山(2015)では本種はコカンスゲ節 Sect. Decorae としており、日本産ではフサカンスゲ C. tokarensis を一緒にまとめている。この種はトカラ列島の固有種で、本種に似ているが、匍匐枝は出さず、また雄雌性の小穂は節ごとに数個ずつ出る。ただしこれらの扱いについては問題があるようだ。勝山(2015)では本種をこの節に置くことについて『再検討を要す』る旨の記述がある。またフサカンスゲに関しては分子情報からは本種でなく、イワカンスゲ C. makinoensis に近いとの指摘があるという。